# Лебег, Анри Леон
Анри́ Лео́н Лебе́г (фр. Henri Léon Lebesgue; 1875—1941) — французский математик, профессор Парижского университета (1910), один из основоположников современной теории функций вещественной переменной. Член Парижской академии наук (1922), Лондонского королевского общества (1930) и многих других научных организаций, в том числе член-корреспондент АН СССР (1929).
Наиболее известен как автор теории «меры Лебега» и опирающегося на неё «интеграла Лебега». Интеграл Лебега обобщает обычное определение интеграла на более широкий класс функций; он успешно применяется в теории дифференциальных и интегральных уравнений, теории вероятностей, математической физике, теории случайных функций, топологии и во многих других разделах прикладной математики.

## Биография
Анри Леон Лебег родился в 1875 году в городе Бове (северная Франция). Ещё в детстве лишился отца, типографского рабочего. Муниципальная стипендия, которую выхлопотала сыну мать-учительница, помогли одарённому мальчику закончить городской коллеж, а потом парижский лицей Людовика Великого.
В 1894 году юноша успешно выдержал экзамены и был принят в престижную парижскую Нормальную школу, главный педагогический институт Франции. По окончании обучения (1897) он получил диплом преподавателя математики и в течение двух лет занимался самообразованием, одновременно подрабатывая помощником библиотекаря. В 1898 году была опубликована его первая математическая статья. Затем Лебег три года (1899—1902) преподавал математику в Центральном лицее города Нанси и готовил диссертацию под названием «Интеграл, длина, площадь» (фр. Intégrale, longueur, aire), посвящённую своему обобщению меры и интеграла, которую защитил в 1902 году.
В 1903 году Лебег женился на Луиз-Маргерит Валле́ (фр. Louise-Marguerite Vallet), сестре одного из однокурсников Лебега. У них родились сын Жак и дочь Сюзанна. В 1916 году супруги разошлись.
После защиты диссертации Лебег преподавал в университете города Ренна и парижском Коллеж де Франс, его известность в научном мире быстро росла. В скором времени теория Лебега завоевала общее признание и нашла обширные области применения. Большой резонанс вызвали опубликованные лекции Лебега по новой теории интегрирования и по другим разделам анализа. С 1906 года Лебег становится профессором университета Пуатье. Признанием научных заслуг Лебега стало приглашение его в Парижский университет (1910, профессор с 1920 года).
Во время первой мировой войны Лебег был назначен председателем математической комиссии Службы изобретений, образования и научного эксперимента, где внёс значительный вклад в теорию артиллерийских расчётов.
В 1921 году Лебег стал профессором Коллеж де Франс, эту должность он занимал до конца жизни. В следующем году он был избран членом Парижской академии наук, а затем ещё семи академий разных стран.
Умер Лебег в июле 1941 года.

## Научная деятельность
Первые статьи Лебега касались в основном проблем дифференциальной геометрии и математического анализа. Основные понятия теории меры и интеграла Лебега впервые очерчены им в статье 1901 года «К обобщению определённого интеграла».

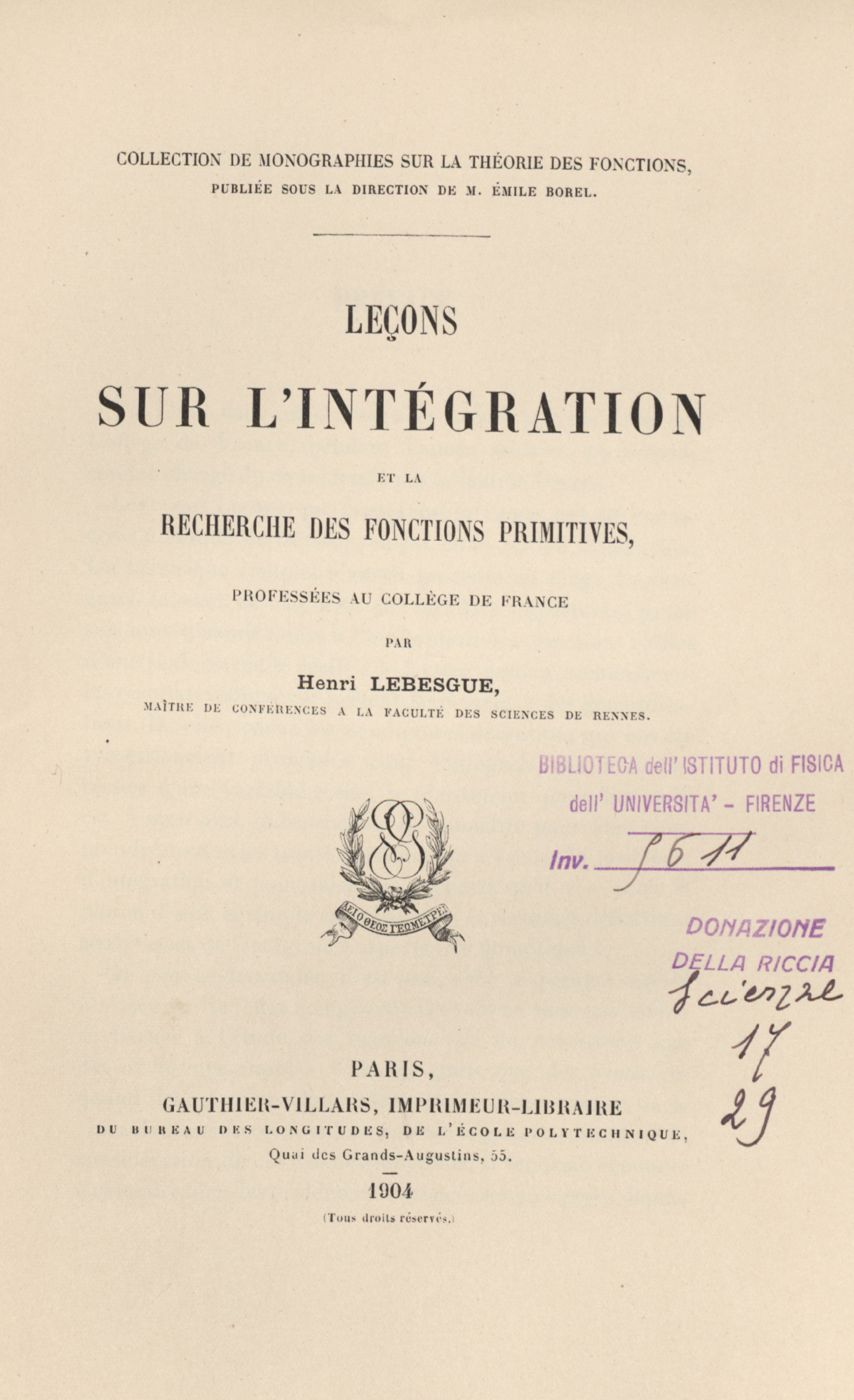
«Лекции об интегрировании» Лебега, 1904

В полной мере теория интеграла Лебега была изложена в докторской диссертации Лебега (1902) и в «Лекциях об интегрировании и отыскании примитивных функций» (1904). К этому времени уже существовала общая теория меры, разработанная Пеано (1887), Жорданом (1892) и Э. Борелем (1898), она обобщала понятие длины интервала (а также площади и объёма геометрических фигур) на более широкий класс числовых множеств. Первые работы Лебега опирались на борелевскую теорию, однако уже в диссертации теория меры была существенно обобщена до «меры Лебега». Лебег заявил, что его целью было найти (неотрицательную) меру на вещественной прямой, которая существовала бы для всех ограниченных множеств и удовлетворяла бы трём условиям:
1. Конгруэнтные множества имеют равную меру (то есть мера не меняется при операциях переноса и симметрии).
2. Мера счётно-аддитивна.
3. Мера интервала (0, 1) равна 1 (в диссертации стояло более слабое утверждение: существуют множества ненулевой меры).

Теория меры Лебега охватывала обширный класс множеств вещественных чисел, она ясно и конструктивно определяла понятие измеримой функции, более широкое, чем понятие аналитической функции. При этом всякая измеримая функция допускала применение многих аналитических методов, включая интегрирование. Лебег определил понятие интеграла для измеримой функции (определённого и неопределённого); новое определение интеграла в случае непрерывной функции совпадало с классическим римановским. Он доказал, что все «обычные» функции измеримы, и что класс измеримых функций замкнут относительно основных аналитических операций, включая операцию предельного перехода. Лебег также привёл конкретные примеры функций, интегрируемых по Лебегу, но не интегрируемых по Риману.
Надежда Лебега на то, что его подход позволит найти меру любого ограниченного числового множества, не оправдалась — уже в 1905 году Джузеппе Витали нашёл первый пример множества, неизмеримого по Лебегу. Правда, все конструктивно построенные множества вещественных чисел (без использования аксиомы выбора или её аналогов) оказались измеримы по Лебегу. Поэтому исследования Лебега нашли широкий научный отклик, их продолжили и развили многие математики: Э. Борель, Дж. Витали, М. Рис, М. Р. Фреше, Н. Н. Лузин, Д. Ф. Егоров и другие.
Лебег ввёл в анализ понятия суммируемой функции и свойств функций «почти всюду», внёс существенный вклад в теорию тригонометрических рядов, проективную геометрию, затронул также комплексный анализ и топологию. Ряд работ Лебега посвящён истории и философии математики, а также вопросам преподавания.

## Память
За свои открытия Лебег получил четыре академические премии :
- Prix Houllevigue (1912)
- Премия Понселе (1914)
- Prix Saintour (1917)
- Prix Petit d’Ormoy (1919)

За деятельность в годы войны награждён орденом Почётного легиона. Избран членом Академий наук СССР, Великобритании, Италии, Дании, Бельгии, Румынии, Польши. Почётный доктор множества университетов .
В честь учёного назван ряд научных понятий и теорем, в том числе:
- Lp (пространство) (Банах назвал его в честь Лебега)
- Задача Лебега
- Интеграл Лебега
- Лемма Бореля — Лебега
- Лемма Лебега
- Мера Лебега
- Размерность Лебега
- Теорема Лебега о мажорируемой сходимости
- Теорема Лебега о разложении меры
- Теорема Лебега о точках плотности

В 1976 году Международный астрономический союз присвоил имя Анри Лебега кратеру на видимой стороне Луны.

## Основные труды
- Leçons sur l’intégration et la recherche des fonctions primitives, Paris, Gauthier-Villars, 1904.
- Leçons sur les séries trigonométriques, Paris, Gauthier-Villars, 1906.
- Sur la mesure des grandeurs, Genève, A. Kundig, 1915
- Les Coniques, Paris, Gauthier-Villars, 1942.

### Русские переводы
- Лебег А. Интегрирование и отыскание примитивных функций. М.: ГТТИ, 1934.
- Лебег А. Об измерении величин (Sur la mesure des grandeurs). М.: URSS, 2009. 206 с. ISBN 978-5-397-00180-9. Многократно переиздана.